# First Story (菅原紗由理のアルバム)
『First Story』（ファースト・ストーリー）は、日本の歌手菅原紗由理の1枚目のアルバム。

## 収録曲
1. ありがとう feat. FEROS
1stシングルのc/w曲。アルバム・バージョンのみFEROS参加となっている。
2. キミに贈る歌
作詞：中嶋ユキノ、菅原紗由理 作曲：Sin 編曲：Sin
1stミニアルバム収録。
3. Is This Love?
4. 君がいるから
作詞：中嶋ユキノ、菅原紗由理 作曲：浜渦正志 編曲：Sin
2ndシングル。スクウェア・エニックス制作プレイステーション3用ゲームソフト『ファイナルファンタジーXIII』主題歌。
5. It's My Life
TBS系『日立 世界・ふしぎ発見!』エンディングテーマ（2010年1月23日 - 2010年3月13日）
6. あの日の約束
作詞：中嶋ユキノ、菅原紗由理 作曲：Sin 編曲：Sin
1stシングル。日本テレビ系『音楽戦士 MUSIC FIGHTER』2009年9-10月度POWER PLAY。
7. alone...
8. スリル
9. Eternal Love
作詞：中嶋ユキノ、菅原紗由理 作曲：浜渦正志 編曲：Sin
2ndシングルのc/w曲。スクウェア・エニックス制作プレイステーション3用ゲームソフト『ファイナルファンタジーXIII』挿入歌。
10. 桜のみち
11. 恋
1stミニアルバム収録。
12. スーパースター☆
13. Destiny feat. FEROS
1stミニアルバム収録。
14. ALWAYS
瀬戸内海放送『KSBスーパーJチャンネル』平日版 2015年度エンディングテーマ

## 演奏
- FEROS：Rap (#1.13)
- Sin
  - Keyboards, Programming (#1.2.3.4.5.6.8.9.10.11.12.13.14)
  - Piano (#10)
- 樋口直彦
  - Acoustic Guitar (#1.2.5.6.11.12.14)
  - Electric Guitar (#1.2.3.6.11.12.14)
- 山口周平
  - Acoustic Guitar (#4.9.10)
  - Electric Guitar (#4.5.9)
- 種子田健：Electric Bass (#4)
- 河村”カースケ”智康：Drums (#4)
- 弦一徹ストリングス：Strings (#4)
- 岩井栄吉：Electric Bass
- アイニ：Programming (#7)
- 増崎孝司：Acoustic Guitar, Electric Guitar (#8)
- 知念輝行：Acoustic Guitar, Electric Guitar (#10)
- 山口寛雄：Electric Bass (#10.11)
- 齋藤たかし：Drums (#10)
- 藤田弥生：1st Violin (#10.14)
- 藤縄陽子：1st Violin (#10.14)
- 矢野小百合：2nd Violin (#10.14)
- 木下恵子：2nd Violin (#10.13.14)
- 村田泰子：Viola (#10.13.14)
- 今井香織：Cello (#10.14)
- 木下道子：Cello (#13)
- 日高慶子：2nd Violin (#13)